# 纤维软骨
纤维软骨（Fibrocartilage）是三种软骨组织中的一种，由软骨细胞与细胞外基质组成。因胶原纤维的含量高，纤维软骨的延展性相对较好。人体内纤维软骨主要分布于椎间盘与半月板等区域。
哺乳动物、鸟类、爬行动物、两栖动物，以及鱼类体内都有纤维软骨组织存在。

## 组织学
纤维软骨由软骨细胞与含有较多胶原纤维的细胞外基质组成，是一种无血管、无神经的组织。纤维软骨中的胶原纤维束形成有规律、走向不同的多层网络，软骨细胞位于胶原纤维之间的空隙处。传统上认为纤维软骨中的胶原蛋白主要是I型胶原蛋白，不过较新的证据表明人椎间盘中纤维软骨中I型胶原蛋白与II型胶原蛋白的含量基本相同，因此纤维软骨可能与透明软骨、致密结缔组织之间没有清晰的界限。

## 发育与修复
纤维软骨组织早期是致密结缔组织，后来（将转化为纤维软骨组织的）致密结缔组织中成纤维细胞分化为软骨细胞，形成纤维软骨组织。当人体内的弹性软骨或透明软骨受损时，将会由纤维软骨取代。纤维软骨组织本身受到破坏后，致密结缔组织会替代此处的纤维软骨。